# Ryan Howard
Ryan James Howard (ur. 19 listopada 1979) – amerykański baseballista, który występował na pozycji pierwszobazowego.

## Przebieg kariery
Howard studiował na Missouri State University, gdzie grał w baseball w drużynie uniwersyteckiej Missouri State Bears, w której w latach 1999–2001 rozegrał 172 mecze, zdobywając w sumie 50 home runów, 183 RBI i mając średnią uderzeń 0,335. Po zakończeniu studiów w 2001 roku przystąpił do draftu Major League Baseball, w którym został wybrany w piątej rundzie przez Philadelphia Phillies, jednak początkowo występował w klubach farmerskich tego zespołu, między innymi w Reading Phillies (poziom Double-A) i Scranton/Wilkes-Barre Red Barons (poziom Triple-A). W MLB zadebiutował 1 września 2004 w meczu przeciwko Atlanta Braves.
W sezonie 2005 został wybrany najlepszym debiutantem. Rok później zdobył najwięcej w lidze home runów (58), zaliczył najwięcej RBI (149), baz ogółem (383) i został czwartym w historii klubu zawodnikiem (po Chucku Kleinie, Jimmym Konstantym oraz Mike'u Schmidcie), któremu przyznano nagrodę MVP National League. W 2008 ponownie zwyciężył w klasyfikacji pod względem zdobytych home runów (48), a w latach 2008–2009 w zaliczonych RBI (odpowiednio 146 i 141).
W 2008 wystąpił w World Series, gdzie Phillies pokonali Tampa Bay Rays w pięciu meczach. W sezonie 2009 Phillies ponownie dotarli do finałów, jednak tym razem ulegli New York Yankees. W 2010 podpisał nowy, pięcioletni kontrakt wart 125 milionów dolarów. Jest rekordzistą klubowym, między innymi pod względem zdobytych home runów w jednym sezonie (58).
W grudniu 2011 roku uczelnia Missouri State University, podczas oficjalnej ceremonii w przerwie meczu koszykówki, zastrzegła numer 6, z którym występował. W lipcu 2013 poddał się operacji lewego kolana co wykluczyło go z gry na 6-8 tygodni.
31 maja 2014 w meczu z New York Mets zdobywając trzypunktowego home runa, zaliczył 1000. RBI w MLB w 1230 występie i został najszybszym aktywnym zawodnikiem, który tego dokonał. Po zakończeniu sezonu 2016 został wolnym agentem. We wrześniu 2018 ogłosił zakończenie swojej zawodniczej kariery.

## Nagrody i wyróżnienia
| Nagroda/wyróżnienie         | Lata             | Źródło |
| MVP National League         | 2006             | [ 6 ]  |
| 3× All-Star                 | 2006, 2009, 2010 | [ 2 ]  |
| MVP NLCS                    | 2009             | [ 16 ] |
| Silver Slugger Award        | 2006             | [ 17 ] |
| Zwycięzca w World Series    | 2008             | [ 7 ]  |
| NL Rookie of the Year Award | 2005             | [ 6 ]  |
| Hank Aaron Award            | 2006             | [ 18 ] |